# Malédiction de Billy Goat
Pour les articles homonymes, voir Billy Goat.

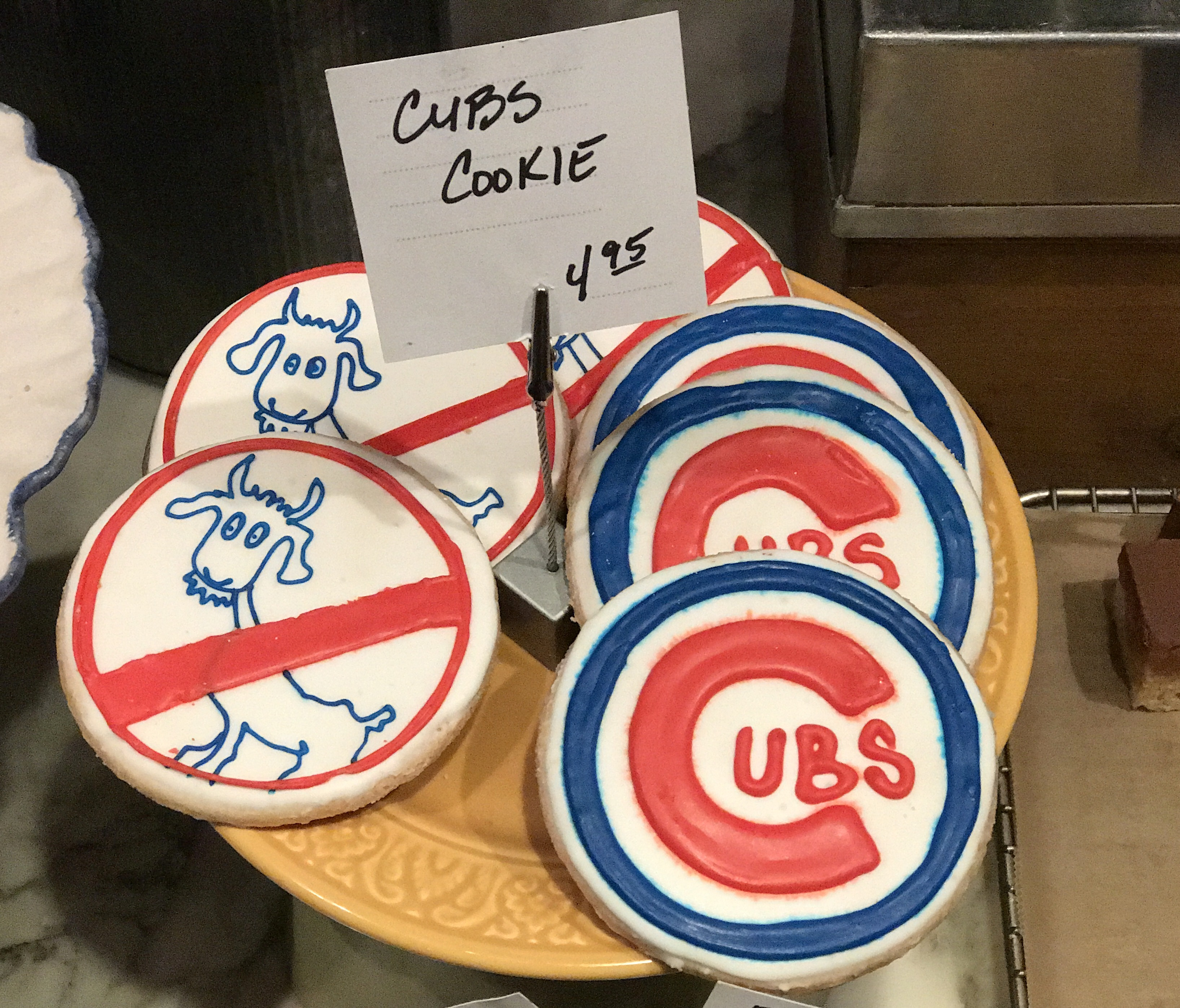
Des biscuits vendus à Chicago en octobre 2016 font référence à la « malédiction du bouc ».

La malédiction de Billy Goat (malédiction du bouc) était une superstition associée aux Cubs de Chicago, une équipe américaine de la Ligue majeure de baseball.
Cette prétendue malédiction était censée expliquer la raison pour laquelle la franchise n'a pas remporté de Série mondiale, le titre ultime de la Ligue majeure de baseball, pendant 108 ans, entre 1908 et 2016.
La « malédiction » fut jetée durant la Série mondiale 1945, perdue par les Cubs. Le club doit ensuite attendre 71 années avant d'atteindre à nouveau la finale. Les Cubs gagneront finalement leur première Série mondiale en 108 ans lorsqu'ils remportent le 7e match de la Série mondiale 2016 face aux Indians de Cleveland le 2 novembre 2016.

## Origine

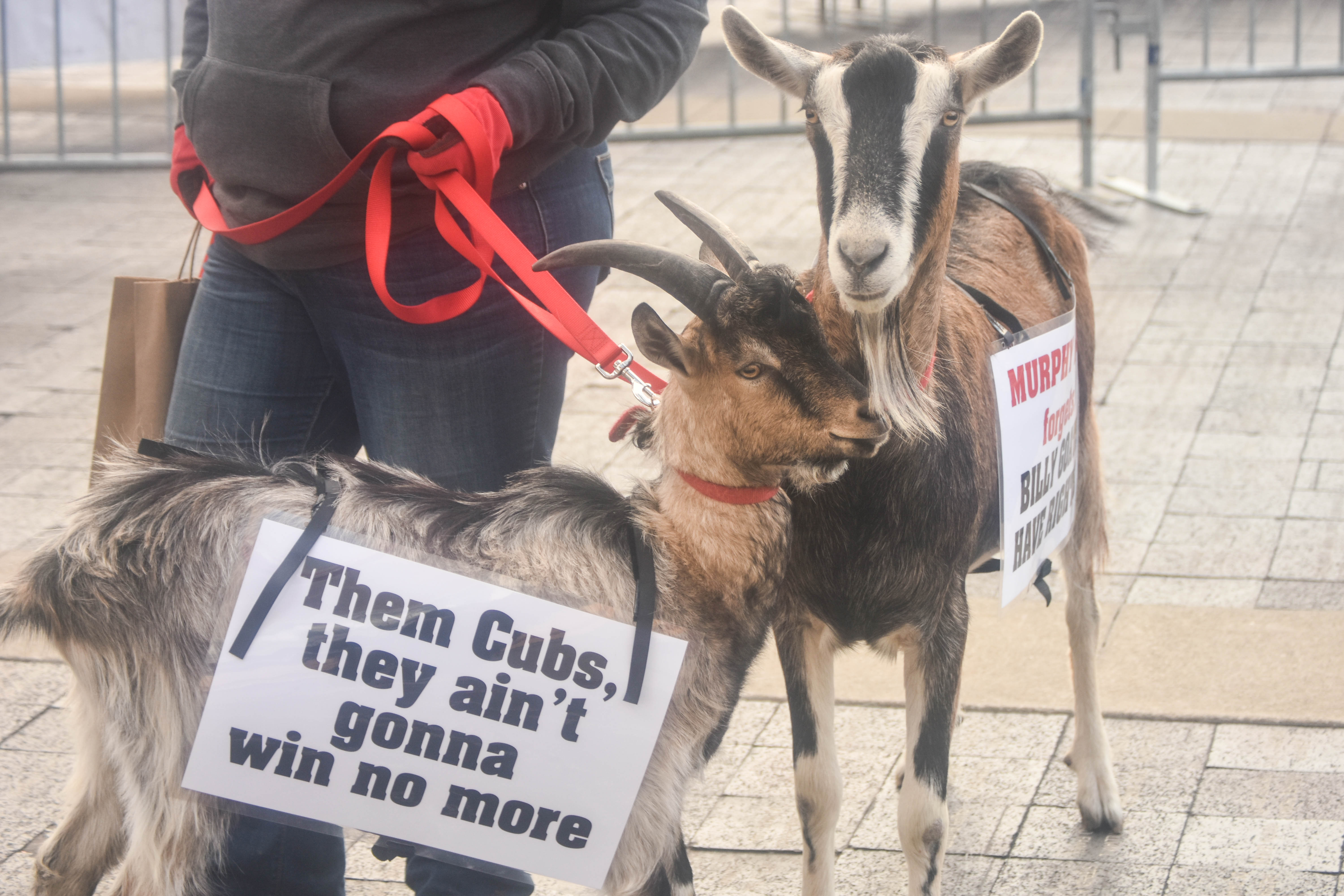
Chèvres et boucs (billy goats en anglais) utilisés pour narguer l'équipe des Cubs de Chicago le 25 octobre 2016 avant le premier match de la Série mondiale 2016 à Cleveland.

La malédiction se serait abattue sur les Cubs le 6 octobre 1945 lorsqu'un commerçant de Chicago du nom de Billy Sianis, propriétaire d'une chaîne de tavernes nommé Billy Goat Tavern, se présenta au stade de Wrigley Field pour assister à un match de Série mondiale en compagnie d'un bouc (billy goat en anglais) domestiqué. L'odeur de l'animal importunant les autres spectateurs, on demanda à Sianis de quitter le stade avec la bête. Furieux, l'homme maudit l'équipe en déclarant « Them Cubs, they aren't gonna win no more » (« Ces Cubs, ils ne gagneront plus jamais »),,,.

## Résultats attribués à la malédiction
Les Cubs perdirent effectivement la série finale de 1945 face aux Tigers de Détroit et n'ont depuis jamais accédé à la Série mondiale, qu'ils ont remporté pour la dernière fois à l'automne 1908. La saison de baseball 2008 marqua donc la 100e année consécutive où la franchise ne remportait pas le championnat des ligues majeures.
En 2003, lors de la Série de championnat de la Ligue nationale de baseball entre Chicago et la Floride, un incident impliquant un jeune spectateur du Wrigley Field, Steve Bartman, priva les Cubs de la victoire qui leur aurait permis d'accéder enfin à la série finale. Bien que la superstition était déjà bien connue des amateurs de baseball chicagolais avant cette époque, les médias parlèrent de la « malédiction de Billy Goat » à plusieurs reprises lors de cette série.

## Tentatives de briser la malédiction
Sam Sianis, neveu de l'homme ayant jeté le mauvais sort sur les Cubs, tenta en de nombreuses occasions de renverser la malédiction. Il assista aux matchs d'ouverture en 1984 et 1989 à Wrigley Field, faisant chaque fois son entrée sur le terrain même, accompagné d'un bouc. Ces deux saisons-là, les Cubs remportèrent le championnat de la division Est, mais furent incapables d'atteindre la Série mondiale. Il répéta l'expérience en 1994, cette fois accompagné du légendaire joueur des Cubs Ernie Banks, alors que l'équipe traversait une série de 12 défaites à domicile ; puis en 1998 lors du match-suicide que remportèrent les Cubs pour accéder aux séries éliminatoires (pour perdre trois parties consécutives et être éliminés la semaine suivante par les Braves d'Atlanta en Série de division).
Sam Sianis a déjà déclaré que la malédiction ne pourrait être brisée que si l'organisation des Cubs de Chicago développait un amour sincère et désintéressé pour les chèvres et les boucs, les laissant entrer au stade simplement parce que c'est là leur désir et non pour orchestrer un coup médiatique[réf. nécessaire].
Le 22 septembre 2003, trois partisans des Cubs, Jim Comiskey, David Townsend et Bill Miller, se rendirent au Texas, et tentèrent d'entrer au Minute Maid Park, le stade des Astros de Houston, avec un bouc prénommé « Virgil Homer ». Lorsque ces partisans se virent refuser l'accès au stade avec l'animal, ils récitèrent un texte proclamant qu'ils « renversaient » la malédiction. Les Cubs remportèrent le championnat de la division Centrale cette année-là, et s'approchèrent à seulement cinq retraits d'accéder à la Série mondiale, lorsqu'un incident bizarre entraîna leur défaite face aux Marlins de la Floride.
Le 3 octobre 2007, à quelques jours du début des séries éliminatoires, le Chicago Sun-Times rapporta que l'on avait trouvé une chèvre morte accrochée à la statue de Harry Caray, situé devant le Wrigley Field. Qualifiés pour les éliminatoires à titre de champions de la division Centrale, les Cubs furent balayés en trois parties consécutives par les Diamondbacks de l'Arizona dès la ronde initiale. L'année suivante, l'histoire se répéta, l'équipe tombant cette fois dès la Série de division de la Ligue nationale aux mains des Dodgers de Los Angeles.

Un restaurant de la franchise Billy Goat Tavern à Chicago, dont le fondateur est à l'origine de la superstition associée aux Cubs.

Le 13 avril 2009, au tout début de la saison de baseball, un incident similaire à celui de 2007 survint, alors qu'une chèvre fut retrouvée pendue à la même statue devant le domicile des Cubs.

## Dans la culture populaire
- Dans le film Taking Care of Business (1990), le personnage principal, interprété par Jim Belushi, s'évade de prison pour aller voir les Cubs jouer en Série mondiale. Il y fait référence à de nombreuses reprises tout au long du film, portant de nombreux toasts à l'équipe.
- Le musicien américain Sufjan Stevens a fait paraître en 2005 un album intitulé Illinois, l'État américain où se trouve la ville de Chicago. La pochette de l'album est ornée d'une chèvre, en référence à la légende.
- Dans le # 250 de Hellblazer, une histoire de Brian Azzarello et Rafael Grampá intitulée What I Goat for Christmas met en vedette le détective John Constantine, engagé pour briser la malédiction de Billy Goat.
- Dans le film Retour vers le futur II (1989), il est annoncé que les Cubs remportent la Série mondiale de baseball 2015 devant une équipe fictive, les Gators de Miami.
- Enfin, de nombreux ouvrages traitant de l'histoire du baseball font référence aux insuccès des Cubs de Chicago et à la supposée malédiction de Billy Goat.

## 2016: Fin de la malédiction

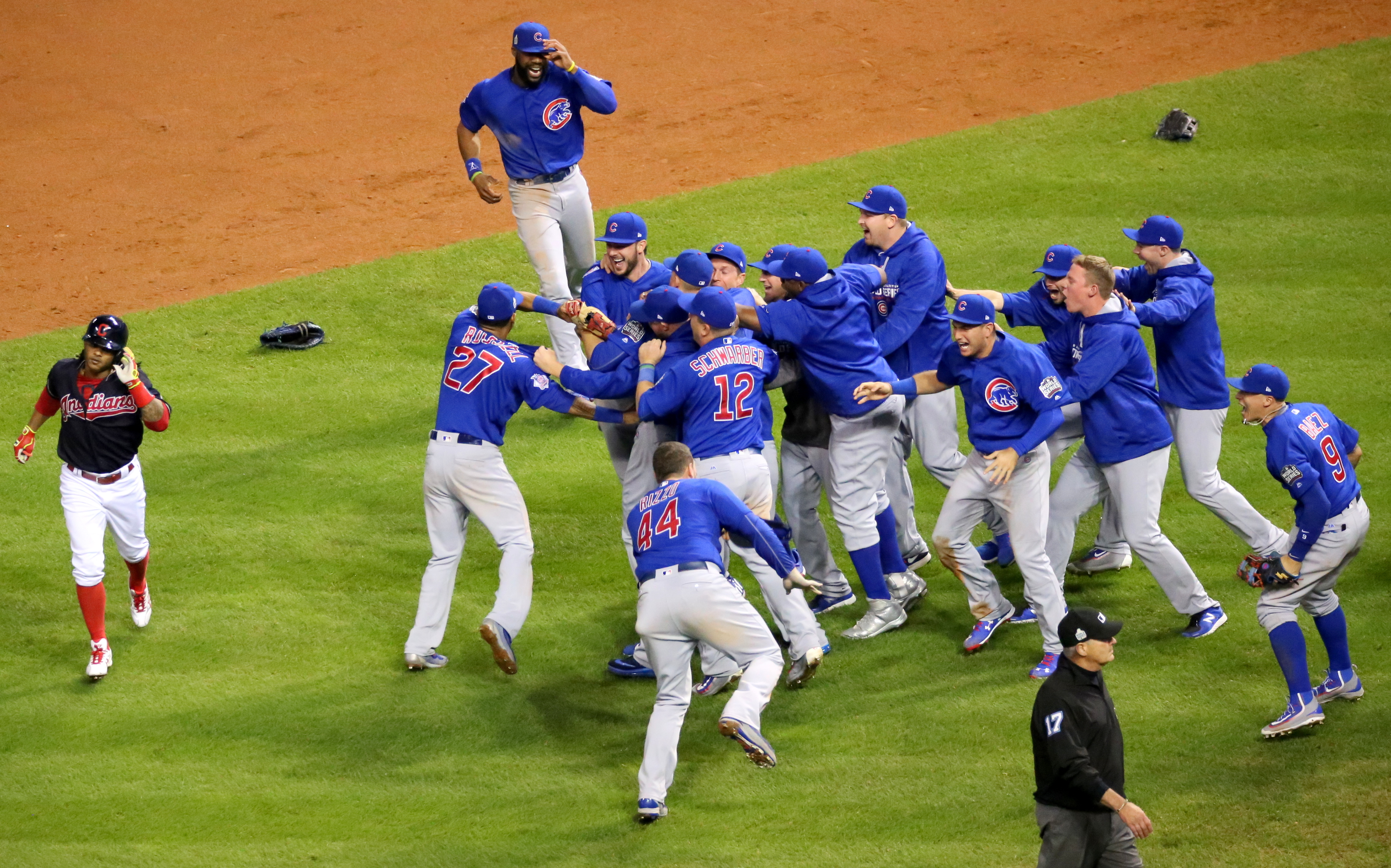
Le 2 novembre 2016 à Cleveland, les Cubs de Chicago (en bleu) célèbrent leur victoire en Série mondiale 2016, ce qui met fin à la « malédiction » pesant sur eux.

La malédiction prend fin le 2 novembre 2016 au Progressive Field de Cleveland lorsque les Cubs de Chicago remportent 8 à 7, au terme de 10 manches de jeu, le 7e et dernier match de la Série mondiale 2016, ce qui leur permet de gagner la série finale 4 victoires à 3 sur l'équipe des Indians de Cleveland.
Cette Série mondiale était la première à laquelle participaient les Cubs depuis 1945, mettant fin à 71 saisons sans titre de la Ligue nationale. La victoire leur permet de mettre fin à une séquence de 108 années sans titre, la plus longue du sport professionnel nord-américain. Ce succès couronne le travail de longue haleine entrepris quelques années auparavant par l'équipe, dont l'effectif est reconstruit notamment par le président du club Theo Epstein, dont les efforts avaient en 2004 permis aux Red Sox de Boston, dont il était le directeur général, de mettre fin à la malédiction du Bambino et à 86 années sans victoire en Série mondiale.
La victoire des Cubs en 2016 prolonge pour une 69e année les malheurs des partisans de baseball de Cleveland, dont le club n'a pas savouré de titre depuis la Série mondiale 1948, désormais la plus longue séquence du genre dans les Ligues majeures.
Une silhouette de tête de bouc est gravée à l'intérieur de la bague commémorative que reçoivent les joueurs et membres de l'organisation des Cubs pour leur victoire en Série mondiale 2016,.